# Металлист (футбольный клуб, Севастополь)
«Металлист» (укр. Металіст) — советский футбольный клуб из Севастополя, созданный при 13-м судоремонтном заводе. Существовал с 1960-х до конца 1980-х годов. За свою историю «заводчане» дважды становились чемпионами Украинской ССР среди коллективов физкультуры, трижды выигрывали чемпионат Крыма и пять раз завоёвывали Кубок Крыма.

## История

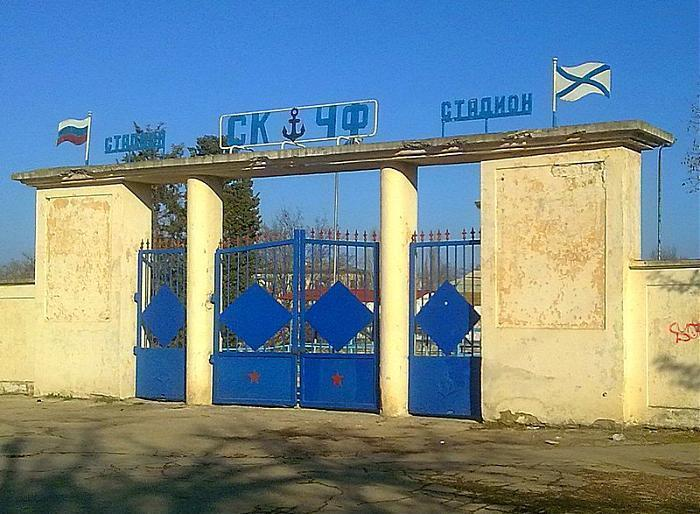
Стадион «Металлист», 2010 год

Команда «Металлист» была основана в 1963 году при 13-м судоремонтном заводе благодаря усилиям начальника предприятия Михаилу Ивановичу Панасенко. Вопрос создания собственной заводской команды встал после ввода в эксплуатацию одноимённого стадиона. Команда была сформирована из работников завода. Так к примеру лучший бомбардир «Металлиста» за всю его историю Юрий Цуканов работал в цеху до пенсии.
Первым турниром «Металлиста» стало первенство Крыма среди команд второй группы, где севастопольские футболисты стали победителями и вышли в первую группу. Тренером команды в этот момент являлся мастер спорта СССР Алексей Степанович Ананьев. В 1964 году заводчане оформили золотой дубль — став чемпионами и обладателями Кубка Крыма. Данная победа позволила коллективу выступать в чемпионате Украинской ССР среди коллективов физкультуры. Финальный этап турнира состоялся в закарпатском Хусте, где севастопольцы заняли первое место, став чемпионами Украины. В следующем году «Металлист» вновь вышел в финальный этап первенства Украины, проводившемся на этот раз в городе Бучач Тернопольской области, где севастопольцы повторили прошлогодний результат и вновь стали чемпионами. К победам на всеукраинском первенстве севастопольцев привёл главный тренер Анатолий Александрович Захаров.
В дальнейшем команда ещё дважды выиграла чемпионат Крыма 1966 году и дважды становилась обладателем Кубка Крыма в 1966, 1967 годах. В следующий раз завоевать победу в кубке полуострова «Металлисту» удалось в 1975 году, когда на тренерский мостик вернулся Алексей Ананьев. Кроме того в апреле 1975 года «Металлист» стал победителем Кубка Евпаторийского десанта. В 1982 году под руководством Владимира Семёновича Голубева заводчане стали победителем чемпионата и Кубка Крыма. После этого ни одной севастопольской команде не удавалось в одном сезоне стать победителем крымского чемпионата и обладателем кубка полуострова. В дальнейшем команда играла во внутригородских и всекрымских соревнованиях, но значительных успехов не добивалась.
К моменту распада СССР у завода начались экономические трудности в связи с чем финансирование собственной футбольной команды прекратилось. По словам игрока команды Николая Нежевенко расформирование «Металлиста» произошло в 1988 году.

## Достижения
- Чемпион Украинской ССР среди коллективов физкультуры (2): 1965, 1966
- Чемпион Крыма (3): 1964, 1966, 1982[3]
- Обладатель Кубка Крыма (5): 1964, 1966, 1967, 1975, 1982[4]

## Главные тренеры
- Алексей Ананьев (1963)[1]
- Анатолий Захаров (1964—1967)[5]
- Алексей Ананьев (1975)[5]
- Анатолий Дёмин (1980)[5]
- Владимир Голубев (1982)[5]

## Статистика
| Сезон | Турнир                   | Этап   | Место   | И  | В | Н | П  | ГЗ | ГП | О  | Прим   |
| ----- | ------------------------ | ------ | ------- | -- | - | - | -- | -- | -- | -- | ------ |
| 1965  | Чемпионат УССР среди КФК | 1 зона | 1 из 5  | 8  | 6 | 0 | 2  | 15 | 6  | 12 | [ 6 ]  |
| 1965  | Чемпионат УССР среди КФК | финал  | 1 из 6  | 5  | 4 | 1 | 0  | 9  | 1  | 9  | [ 7 ]  |
| 1966  | Чемпионат УССР среди КФК | 1 зона | 1 из 5  | 8  | 7 | 1 | 0  | 11 | 6  | 15 | [ 8 ]  |
| 1966  | Чемпионат УССР среди КФК | финал  | 1 из 6  | 5  | 5 | 0 | 0  | 12 | 3  | 10 | [ 9 ]  |
| 1967  | Чемпионат УССР среди КФК | зона   | 1 из 4  |    |   |   |    |    |    |    |        |
| 1967  | Чемпионат УССР среди КФК | финал  | 6 из 6  | 5  | 0 | 1 | 4  | 1  | 8  | 1  | [ 10 ] |
| 1970  | Чемпионат УССР среди КФК | 3 зона | 3 из 8  | 14 | 7 | 1 | 6  | 12 | 12 | 15 | [ 11 ] |
| 1971  | Чемпионат УССР среди КФК | 6 зона | 4 из 6  |    |   |   |    |    |    |    | [ 12 ] |
| 1978  | Чемпионат УССР среди КФК | 5 зона | 9 из 10 | 18 | 3 | 3 | 12 | 14 | 30 | 9  | [ 13 ] |